# Bailey Lear
Bailey Lear (ur. 17 marca 2001) – amerykańska lekkoatletka specjalizująca się w biegu 400 m.

## Osiągnięcia
W roku 2024, w Glasgow zdobyła srebrny medal na halowych mistrzostwach świata w lekkoatletyce w biegu sztafetowym 4 x 400 m kobiet, natomiast rok później w Nankinie zdobyła złoty medal w biegu rozstawnym 4 x 400 m.

## Rekordy życiowe
źródło:

### indywidualnie
- 60 m – 7,85 s (Fayetteville, 14.01.2017)
- 200 m – 23,55 s (–1,0 m/s; Los Angeles, 20.03.2021)
- 400 m – 51,02 s (Eugene, 10.06.2021) – 14. wynik amerykańskiej lekkoatletyki sezonu 2021
- 800 m – 2.18,61 s (Norfolk, 05.08.2015)

### w sztafetach
- 4 x 100 m – 44,07 s (San Diego, 27.03.2021)
- 4 x 400 m – 3.24,54 s (Eugene, 12.06.2021)
- 4 x 400 m (mieszana) – 3.14,71 s (San José, 21.07.2023) w sztafecie amerykańskiej U-23